# Distenia macella
Distenia macella là một loài bọ cánh cứng trong họ Cerambycidae.